# Henry Surtees
Henry Surtees (Lingfield, 18 de fevereiro de 1991 — Brands Hatch, 19 de julho de 2009) foi um piloto de carros britânico. Era filho de John Surtees, campeão mundial de Fórmula 1 e MotoGP.

## Carreira
Henry Surtees fez a sua estreia nos Karts com 8 anos em Setembro de 1999.
Entre 2000 e 2005, Henry Surtees permaneceu no karting com sucesso. Em 2001 foi nomeado "Homem" do Encontro de Campeões do Futuro, evento realizado em Rowrah nesse ano. Em 2003 fez parte da equipa vitoriosa British Inter-Nations, somando mais pontos que qualquer outro colega de equipa. Sendo coroado campeão da competição Estrela do Amanhã Junior Gearbox em 2005, acabou a sua carreira de karting neste ano.
Henry Surtees foi para as corridas em automóveis em 2006, correndo no Campeonato Ginetta GT Júnior Britânico. Henry Surtees continuou com o sucesso que teve no karting e acabou o campeonato em 3º depois de três vitórias e 6 pódios nas 12 corridas.
Em 2007 Henry Surtees mudou-se para os monolugares, correndo em quatro campeonatos diferentes: Fórmula BMW Reino Unido, Fórmula BMW ADAC, Fórmula Renault 2.0 Reino Unido e o campeonato de Inverno da Fórmula Renault Reino Unido. No principal campeonato de Fórmula BMW, uma forte campanha culminou com o 6º lugar final, com 1 vitória e 6 pódios.
Em 2008, Henry Surtees voltou a competir em 4 campeonatos diferentes. Uma época inteira na Fórmula Renault 2.0 Reino Unido valheu-lhe o 12º lugar no campeonato com um pódio. No campeonato de Inverno foi vice-campeão, com uma vitória e 3 pódios em 4 corridas. Henry Surtees competiu também em 2 corridas da classe Nacional de Fórmula 3 britânica, vencendo uma e acabando a outra no pódio. Também competiu em 2 corridas de Fórmula Renault 2.0 WEC.

## Morte
Em 19 de Julho de 2009, Henry Surtees morreu após grave acidente sofrido durante uma prova do antigo Campeonato de Fórmula Dois da FIA em Londres. A corrida de Brands Hatch era a oitava da temporada 2009. Surtees foi atingido na cabeça por uma das rodas do carro de Jack Clarke, logo após o carro de Clarke ter se chocado com o muro de proteção em uma curva, fazendo a peça se soltar e atingir o jovem piloto inglês, quando o mesmo transitava pelo local no momento do acidente. Surtees perdeu a consciência instantaneamente e passou reto pela curva seguinte, vindo a chocar-se com o muro de proteção. Ainda inconsciente, Surtees foi retirado do carro e levado ao centro médico do circuito. Logo em seguida foi transferido para o hospital Royal London, na capital inglesa, mas não resistiu aos traumas do acidente.

## Registro nos carros e monolugares
| Época | Campeonato                                              | Vitórias | Pole Positions | Pontos | Lugar Final |
| ----- | ------------------------------------------------------- | -------- | -------------- | ------ | ----------- |
| 2005  | ABkC Highlight Super 4                                  | ND       | ND             | ND     | 1º          |
| 2006  | Campeonato Ginetta GT Júnior Britânico                  | 3        | ND             | ND     | 3º          |
| 2007  | Fórmula BMW Reino Unido                                 | ND       | ND             | ND     | 6º          |
| 2008  | Fórmula Renault 2.0 Reino Unido                         | ND       | ND             | ND     | 12º         |
| 2008  | Fórmula Renault 2.0 Reino Unido (Campeonato de Inverno) | 1        | 1              | ND     | 2º          |
| 2008  | Fórmula 3 Britânica (Classe Nacional)                   | 1        | ND             | ND     | ND          |
| 2009  | Campeonato de Fórmula Dois da FIA                       | 0        | 1              | 8      | 13º †       |

†: Campeonato em curso; classificação ocupada aquando do acidente fatal que sofreu.